# Johanniterkommende Erfurt
Die Johanniterkommende Erfurt war eine Niederlassung des Johanniterordens in Erfurt. Sie wird 1193 erstmals urkundlich erwähnt. Schon 1339 wurde sie an den Rat der Stadt Erfurt verkauft.

## Lage
Das Ordenshaus der Johanniter lag nach einer Urkunde von 1289 bei der Nicolaikirche, sehr wahrscheinlich in der heutigen Comthurgasse. Die Comthurgasse ist jedoch nach dem Komturhof der Deutschordenskommende Erfurt benannt, der sich im Gebäude Comthurgasse 4 befand.

## Geschichte
Nach Walter Gerd Rödels Arbeit Das Grosspriorat Deutschland des Johanniter-Ordens im Übergang vom Mittelalter zur Reformation von 1972 entstand die Kommende Erfurt des Johanniterordens um 1193. Die von ihm angegebene Quelle U.B. Erfurt I, S.25, Nr.56. listet unter den Zeugen Fratres Sancti Johannis baptiste. Die Bezeichnung ist nicht ganz eindeutig, da die Brüder des Johanniterordens meist als fratres hospitalium Ierosolomitane oder ähnlich genannt werden.
In einer Urkunde des Marienstiftes in Erfurt von 1225 wird ein mansum Hospitalium, Hospitalenses und ein magister Helmboldus genannt. Auch hier ist nicht ganz eindeutig, ob hier tatsächlich die Johanniterniederlassung gemeint ist.
Die älteste Urkunde im Urkundenbuch der Stadt Erfurt, die die Existenz der Johanniterniederlassung in Erfurt zweifelsfrei belegt, stammt vom Jahr 1282. Am 21. August 1282 bestätigten Conradus de Rode, Kanoniker am Severistift, Albert, Pfarrer an St. Ägidius, Gottschalk von Smidestete und Conrad Hotermann, Erfurter Bürger das Testament des Heinrich, Pfarrer der Bartholomäikirche in Erfurt. In dieser Urkunde werden die fratres hospitalis Ierosolomitane genannt.
Ein indirekter Hinweis für eine noch frühere Existenz des Ordenshauses ist in einer Urkunde von 1279 zu sehen. Am 31. 1279 vidimieren Johannes, der Abt des Schottenklosters St. Jacobus und Ekehardus, der Dekan des Domkapitels und Guntherus, der Dekan des Severistiftes in Erfurt zwei Bullen des Papstes Clemens IV., die dieser für den Johanniterorden 1265 ausgestellt hatte. Ohne die Existenz einer Johanniterkommende in Erfurt zu dieser Zeit wäre diese Vidimierung nur schwer verständlich.
1283 bestätigte Bruder Friedrich von Kindhausen, Meister des Johanniterordens in Deutschland, Böhmen, Polen, Mähren und Österreich, dass das Ordenshaus der Johanniter bei der Nikolaikirche in Erfurt einen Zins an das Marienstift in Erfurt zu entrichten hat.
1292 ist der Kommendator der Niederlassung in Erfurt, ein Bruder Felix, Zeuge bei einer Güterübertragung an das Severistift in Erfurt. Landgraf Albert bekundet, dass die Brüder Rudolfus und Albertus de Arnsburc seinem Notar Wilhelm de Wizense zwei Höfe in ville Crutheim (Krautheim, Lkr. Weimarer Land) verkauft haben, und er die beiden Höfe wiederum an das Severistift in Erfurt weiterverkauft hat.
In einem Kopialbuch des Klosters Ilfeld aus dem 14. Jahrhundert fand sich die Abschrift einer Urkunde von 1316. In dieser Urkunde wird ein Bruder Volckmar erwähnt, der da Komptur ist im Huße zu Erffurth. Dieser Bruder Volckmar ist entweder 1316/7 gestorben oder musste seine Stelle als Kommendator von Erfurt in dieser Zeit räumen. Vermutlich trifft Letzteres zu, da auch der in der gleichen Urkundenabschrift genannte Kommendator von Topfstedt, ein Bruder Tileman von Northusen 1317 nicht mehr im Amt war.
1317 hatte nämlich Bruder Leonardo de Tibertis, der bevollmächtigte Generalvisitator des Johanniterordens Bruder Paulus de Mutina (Paolo de Modena) zu seinem Stellvertreter für Deutschland, Böhmen, Dänemark, Schweden und Norwegen ernannt. In dieser Funktion berief Paulus de Mutina zum 18. Oktober 1317 eine Versammlung der Priore der Johanniter in Frankfurt am Main ein, an der der Prior von Böhmen und Polen, der Prior in Alamania superior, der Prior von Alamania media und der Kommendator von Herrenstrunden und Heiningen, der wohl Alamannia inferior vertrat, teilnahmen sowie als Zeugen einige weitere Kommendatoren der drei Ordenspriorate. Paulus de Mutina wird in dieser Urkunde als Kommendator von Erfurt und Topfstedt genannt.
Am 29. Januar 1318 schloss Paulus von Mutina als Stellvertreter des Ordensvisitator der Johanniter einen Vertrag mit dem brandenburgischen Markgrafen Waldemar ab, der die Übergabe der Templergüter in seinem Herrschaftsgebiet an die Johanniter regelte. Auch in dieser Urkunde wird Paulus de Mutina als Kommendator von Erfurt und Topfstedt bezeichnet. Zuvor hatte er einen ähnlichen Vertrag mit dem Erzbischof Burkhard von Magdeburg abgeschlossen. In dieser Zeit verpfändete er den Hof zu Topfstedt an den Grafen Heinrich den Älteren von Hohnstein, der vermutlich 1324 wieder eingelöst wurde. Paulus von Mutina gab die Kommende Erfurt 1319/20 wieder auf.
Am 18. März 1320 verkauften Konvent und Kommendator von Erfurt, Conrad Unsothe sowie Konvent und Kommendator Burkhard von Weißensee gemeinsam, Zinsen aus Gütern auf der Feldmark Bindersleben an das Marienstift in Erfurt. Der Provinzialkomtur Paulus de Mutina gab dazu seine Zustimmung. Für den Ankauf der früheren Templergüter brauchten die Johanniter viel Geld. Am 12. Juli 1322 verkauften daher Ludwig genannt von Greußen, der Provinzialkomtur der Johanniter in Thüringen, Prior Rudolph und der Konvent des Hauses Weißensee vier Hufen in Linderbach für 108 Mark Silber an das Peterskloster in Erfurt. Die vier Hufen gehörten ursprünglich zum Ordenshaus in Erfurt. Merkwürdigerweise erscheint in dieser Urkunde kein Kommendator des Ordenshauses in Erfurt. Nach Richard Loth befand sich ein Leprosorium und eine Kapelle an der Straße von Erfurt nach Weimar an der Grenze zu Linderbach (Nachweis: 1462). Es ist allerdings nicht bekannt, ob das Hospital zu diesem Zeitpunkt schon existierte, welche Institution das Hospital unterhielt und betrieb. Die Kommende Erfurt hatte das Kirchenpatronat in Linderbach, das nach Auflösung und Verkauf des Ordenshofes an die Kommende in Weißensee überging.
Am 10. Dezember 1324 verkauften Ludwig genannt von Greußen, Generalkomtur der Johanniter in Thüringen, Rudolf, Prior und der Konvent des Ordenshauses zu Weißensee 1½ Hufen in Linderbach für 52 Mark Silber an das Peterskloster in Erfurt. Der Erlös sollte dazu verwendet werden, den von Paulus de Mutina an den Grafen Heinrich den Älteren von Mansfeld verpfändeten Ordenshof in Topfstedt wieder einzulösen. Genannt wird auch der Prior des Ordenshauses in Erfurt, Heinrich von Sömmerda sowie der Kommendator Konrad Unsothe.
Am 11. April 1339 verkaufte Bruder Bertold von Henneburg, Prior der Johanniterordensprovinz Alemannia den Johannishof in Erfurt für 102 Mark Silber an den Rat der Stadt Erfurt. Er bekennt, dass er mit Wissen und Rat der (namentlich leider nicht genannten) Kommendatoren zu Weissensee, Kutzleben, Bessingen, Heilingen, Topfstedt und Erfurt gehandelt habe.
Die Stadt funktionierte den Johanniterhof zum Kornspeicher um. 1466/7 bis 1472 wurde aber zwischen der Glockengasse und der neuen Ackerhofgasse ein neues Kornhaus erbaut. Am 29. September 1339 verkaufte der obige Großprior Bertold von Henneberg das Eigentum einer Mühle und an einem Garten in Erfurt an den Priester Hermann von Hochdorf.
1340 schenkte der Pleban Hermann in Hochdorf einen von der Komturei der Johanniter in Weißensee gekauften Hof, der außerhalb Erfurts gegenüber der Mühle des Reglerstiftes gelegen war, dem Augustinerkloster in Erfurt.
1345 wird ein dem Augustinerorden geschenkten Garten genannt, der vorher dem Johanniterorden gehört hatte.

## Kommendatoren/Komture/Priore
- 1292 Bruder Felix, Kommendator[6]
- 1316 Bruder Volckmar, Kommendator[7]
- 1317–1319 Paulus de Mutina, Kommendator[22]
- 1320, 1324 Conrad Unsothe, Kommendator von Erfurt[23][12][11]
- 1324  Heinrich von Sömerda, Prior[11]

## Anmerkung
1. ↑  Die Kommende Erfurt war also mit Sicherheit keine ursprüngliche Templerkommende, die von den Johannitern übernommen worden ist, wie Gahlbeck (S. 304) und Borchardt (S. 74) in ihren Artikeln aus dem Jahr 2014 schreiben.

Koordinaten: 50° 59′ N, 11° 2′ O